# Nintendo European Research & Development
Nintendo European Research & Development (NERD) es una subsidiaria francesa de Nintendo, ubicada en París, Francia, que desarrolla tecnologías de software y middleware para las plataformas de Nintendo. Esto incluye emuladores de consolas retro, códecs de video patentados y tecnología DRM .
La organización se originó como Mobiclip y Actimagine con clientes destacados como Nintendo, Sony Pictures Digital y Fisher-Price. Nintendo obtuvo la licencia de la tecnología de compresión Mobiclip para las consolas de videojuegos Game Boy Advance y Nintendo DS, utilizada por juegos populares como Final Fantasy III de Square Enix y Contra 4 de Konami. Fisher-Price los usó para su juguete educativo Pixter Multi-Media. Sony Pictures Digital y The Carphone Warehouse utilizaron el software Mobiclip para ofrecer películas completas similares a las de la televisión en tarjetas de memoria MicroSD para teléfonos inteligentes. Em 2011 Nintendo compró la compañía para crear su subsidiaria Nintendo Europe Research & Development.

## Historia

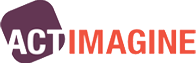
Logotipo de Acimagine

Actimagine fue fundada en marzo de 2003 por un equipo de ingenieros (Eric Bécourt, Alexandre Delattre, Laurent Hiriart, Jérôme Larrieu, Sylvain Quendez) y un hombre de negocios (André Pagnac). Actimagine comenzó trabajando en videojuegos de consolas portátiles. La tecnología de compresión de video ofrecida por Mobiclip fue una respuesta optimizada a los requisitos de duración de la batería y calidad de video de las plataformas de videojuegos de Nintendo: Game Boy Advance, Nintendo DS, Wii y Nintendo 3DS.
El códec de Mobiclip brinda alta calidad de video con bajo consumo de batería y ha sido seleccionado por los principales estudios, como Sony Pictures Digital, Paramount Pictures, 20th Century Fox y Gaumont Columbia Tristar Films, y por los principales fabricantes de teléfonos, como Nokia o Sony Ericsson, para entregar video. en tarjetas de memoria para teléfonos móviles. 
En abril de 2006, Actimagine recaudó 3 millones de euros en financiación de capital de la firma estadounidense de capital de riesgo GRP Partners . Esta primera ronda de recaudación de fondos institucionales permitió a Actimagine acelerar su desarrollo comercial en EE. UU. y Japón. El mismo año, Adobe adquirió el motor de renderizado Flash de Actimagine optimizado para dispositivos móviles.
En 2008, Mobiclip lanzó la primera aplicación que ofrece TV en vivo en el iPhone, un año antes que Apple.
En octubre de 2011, Mobiclip  fue comprada por Nintendo y ahora es una subsidiaria de esta última. Desde entonces, ahora se conoce como "Nintendo European Research & Development" o "NERD".
En 2017, la sucursal de Estados Unidos se fusionó con Nintendo Technology Development.

## Códecs de vídeo Mobiclip
Mobiclip fue desarrollado con un algoritmo completamente diferente al utilizado para otros códecs de video en el mercado, basado en el uso mínimo de los recursos del procesador, lo que permite aumentar considerablemente la duración de la batería y reducir el costo del hardware.

### Licencias de Nintendo
Nintendo seleccionó a Mobiclip como su principal proveedor de tecnologías de códec de video en Game Boy Advance, Nintendo DS, Wii y Nintendo 3DS. Los principales títulos de software lo usaron para cinemáticas en el juego, que incluyen:
- Serie de videos de GBA en Game Boy Advance.[8]
- Dragon Quest IX: Centinelas del cielo estrellado en Nintendo DS.
- Red Bull BC One para Nintendo DS
- Plants vs. Zombis para Nintendo DS
- Serie Profesor Layton para Nintendo DS y Nintendo 3DS.[9]
- Fire Emblem Awakening en Nintendo 3DS.[10]
- Wii no Ma y Nintendo Channel en Wii.
- eCrew Development Program, el extremadamente raro juego de entrenamiento japonés de McDonald's para Nintendo DS.
- El legendario Starfy en Nintendo DS.
- Kingdom Hearts 358/2 Días en Nintendo DS.
- Castlevania: Portrait of Ruin en Nintendo DS

## Lista de tecnologías desarrolladas por NERD
- Códecs de vídeo Mobiclip para teléfono inteligente / Game Boy Advance / Nintendo DS / Nintendo 3DS / Wii
- Reproductor multimedia para el navegador de Internet de Wii U
- Wii U Chat (codesarrollado con Nintendo Software Technology y Vidyo)
- Kachikachi: emulador de NES para NES Classic Edition
- Canoe: emulador de Super NES para Super NES Classic Edition, incluida la serie de chipset Super FX .
- L-CLASSICS: emulador de NES/SNES/N64/MD/GB/GBA para Nintendo Switch Online
- Emulación de Nintendo 64, Nintendo GameCube y Wii en Super Mario 3D All-Stars [11]
- Emulador de Nintendo DS en Wii U[12]
- Pantalla 3D súper estable en New Nintendo 3DS [12]
- Kit VR de Nintendo Labo, en colaboración con Nintendo EPD[12]
- Juegos de Wii descargables en la eShop de Wii U[12]
- Middleware de aprendizaje profundo para Brain Training del Dr. Kawashima para Nintendo Switch[12]
- Sistema de detección de frecuencia cardíaca en Joy-Con, utilizado en Ring Fit Adventure [12]
- Tecnología para Mario Kart Live: Home Circuit